# نیکولای پگوف
نیکولای میخائیلوویچ پگوف (روسی: Николай Пегов؛ ۳ آوریل ۱۹۰۵م. - ۱۹ آوریل ۱۹۹۱م) سیاستمدار و دیپلمات شوروی بود. وی به عنوان سفیر در ایران، الجزایر و هند خدمت کرد و به عنوان عضوی از حزب کمونیست پست‌های مختلفی در این حزب بر عهده داشت.

## سرآغاز زندگی و تحصیلات
پگوف در ۳ آوریل ۱۹۰۵م. در مسکو به دنیا آمد پدرش منشی بود. پگوف در سال ۱۹۱۹م. شروع به کار کرد و در سال ۱۹۳۰م. به حزب کمونیست پیوست. او تا سال ۱۹۳۵م. که در آکادمی صنعتی مسکو ثبت نام کرد در کارخانه‌های مختلف کار کرد. او در سال ۱۹۳۸م. از آکادمی فارغ‌التحصیل شد.

## مشاغل
پس از فارغ‌التحصیلی، پگوف فعالیت حزبی خود را آغاز کرد و دبیر کمیته منطقه‌ای خاور دور حزب کمونیست اتحاد بلشویک‌ها شد. در اکتبر ۱۹۳۸م. به عنوان دبیر اول کمیته منطقه‌ای پریمورسکی حزب کمونیست اتحاد بلشویک‌ها منصوب شد و در سال ۱۹۴۰م. به عنوان دبیر اول کمیته شهر ولادی وستوک حزب کمونیست اتحادیه بلشویک‌ها منصوب شد او تا سال ۱۹۴۷م. در این سمت بود. در سال ۱۹۴۰م. به عنوان دبیر اول کمیته شهر ولادی وستوک حزب کمونیست آذربایجان منصوب شد. علاوه بر این، او از سال ۱۹۳۸م. تا ۱۹۴۸م. به عنوان دبیر اول کمیته منطقه دریایی خدمت کرد او در سال ۱۹۴۷م. بخشی از کمیته مرکزی حزب کمونیست شد و تا سال ۱۹۵۲م. در این سمت خدمت کرد او بین سال‌های ۱۹۵۲م. و ۱۹۵۳م. به عنوان دبیر کمیته مرکزی انجام وظیفه کرد پگوف در آوریل ۱۹۵۴م. به عنوان دبیر هیئت رئیسه شورای عالی انتخاب شد و تا سال ۱۹۵۶م. در این سمت باقی ماند.
پگوف در مرداد ۱۳۳۵ش. (آگوست ۱۹۵۶م) به عنوان سفیر اتحاد جماهیر شوروی در ایران منصوب شد. او تا سال ۱۹۶۳م. در این سمت خدمت کرد یکی از فعالیت‌های مهم پگوف در دوران سفارت در ایران، تفاهم نامه ایران و شوروی در خصوص حقوق حاکمیتی دو کشور در دریای خزر بود. این قرارداد به قرارداد آرام-پگوف نیز مشهور است (آرام برگرفته از شهرت غلام‌عباس آرام، وزیر خارجه وقت ایران است). پگوف در سال ۱۹۶۴م. به عنوان سفیر شوروی در الجزایر منصوب شد و تا سال ۱۹۶۷م. در این سمت بود. پگوف بین سالهای ۱۹۶۷م. و ۱۹۷۳م. سفیر روسیه در هند بود او در آوریل ۱۹۷۳م. معاون وزیر امور خارجه و در سال ۱۹۷۳م. به عنوان رئیس بخش دفتر سیاسی منصوب شد.
پگوف همچنین پست‌های مختلفی در حزب کمونیست داشت. او عضو کمیته مرکزی کنگره‌های هجدهم تا بیست و پنجم بود. همچنین بین سال‌های ۱۹۵۲م. و ۱۹۵۳م. به‌عنوان یکی از اعضای نامزد ریاست کمیته مرکزی و به‌عنوان معاون اولین تا چهارمین جلسه شورای عالی فعالیت کرد. پگوف در دسامبر ۱۹۸۲م. از سیاست و مناصب عمومی بازنشسته شد.

## مرگ
پگوف در ۱۹ آوریل ۱۹۹۱م. در مسکو درگذشت و در قبرستان نوودویچی به خاک سپرده شد.

### جوایز
پگوف چهار بار نشان لنین و نشان انقلاب اکتبر را دریافت کرد.